# 恰吉 (電影)
是一部於2019年上映的美國砍殺電影，由拉爾斯·克利夫貝格執導、泰勒·伯頓·史密斯編劇。電影為1988年電影《靈異入侵》的重啟版本，由奧布瑞·克莉絲丁·普拉扎、蓋布瑞·貝特曼、布萊恩·泰瑞·亨利、提姆·麥特森和馬克·漢米爾主演。
電影2019年6月21日美國上映。

## 演員
- 蓋布瑞·貝特曼飾 安迪·巴克利（英语：Andy Barclay）
- 馬克·漢米爾 配音
- 奧布瑞·克莉絲丁·普拉扎 飾 凱倫·巴克利
- 布萊恩·泰瑞·亨利 飾 麥克·諾里斯警探
- 提姆·麥特森 飾 亨利·卡斯蘭
- 碧翠絲·基特索斯 飾 法琳
- 馬隆·卡薩迪 飾 歐瑪
- 泰·康西吉洛 飾 帕哥
- 大衛·路易斯 飾 夏恩
- 川特·雷德克普 飾 蓋博
- 卡莉絲·伯克 飾 朵琳·諾里斯
- 妮可·安東尼 飾 威利斯警探

## 製作

### 發展
2018年7月3日，宣佈米高梅正在開發一部現代版的《靈異入侵》重啟電影。拉爾斯·克利夫貝格簽約擔任導演、泰勒·伯頓·史密斯撰寫劇本，《牠》和《牠：第二章》的協作團隊賽斯·葛雷恩·史密斯和大衛·卡森伯格擔任製片人。

### 拍攝
主體拍攝在2018年9月17日於溫哥華進行，並在2018年11月8日結束。

## 發行
電影2019年6月21日在美國上映。

## 外部連結
- 官方网站
- 互联网电影数据库（IMDb）上《恰吉》的资料（英文）
- Box Office Mojo上《恰吉》的資料（英文）
- AllMovie上《恰吉》的资料（英文）
- 爛番茄上《恰吉》的資料（英文）